# Bhawania obscura
Bhawania obscura är en ringmaskart som först beskrevs av Grube 1868.  Bhawania obscura ingår i släktet Bhawania och familjen Chrysopetalidae. Inga underarter finns listade i Catalogue of Life.